# Reunionspolitik
Reunionspolitik (von französisch réunion ‚Vereinigung‘) bezeichnet die Politik des französischen Königs in der zweiten Hälfte des 17. Jahrhunderts, die auf die Annexion jener Gebiete des Heiligen Römischen Reichs zielte, die nach französischer Auffassung mit bestimmten unter französischer Souveränität stehenden Territorien rechtlich verbunden waren und daher mit diesen „wiedervereint“ werden sollten. Im Zuge der Reunionspolitik führte Frankreich die sogenannten Reunionskriege:
- den Devolutionskrieg von 1667/68 gegen Spanien,
- den Holländischen Krieg von 1672 bis 1679 gegen die Niederlande,
- den Reunionskrieg von 1683 bis 1684, vor allem gegen Spanien, und
- den Pfälzischen Erbfolgekrieg von 1688 bis 1697 gegen die Augsburger bzw. Wiener Große Allianz

## Entwicklungsüberblick

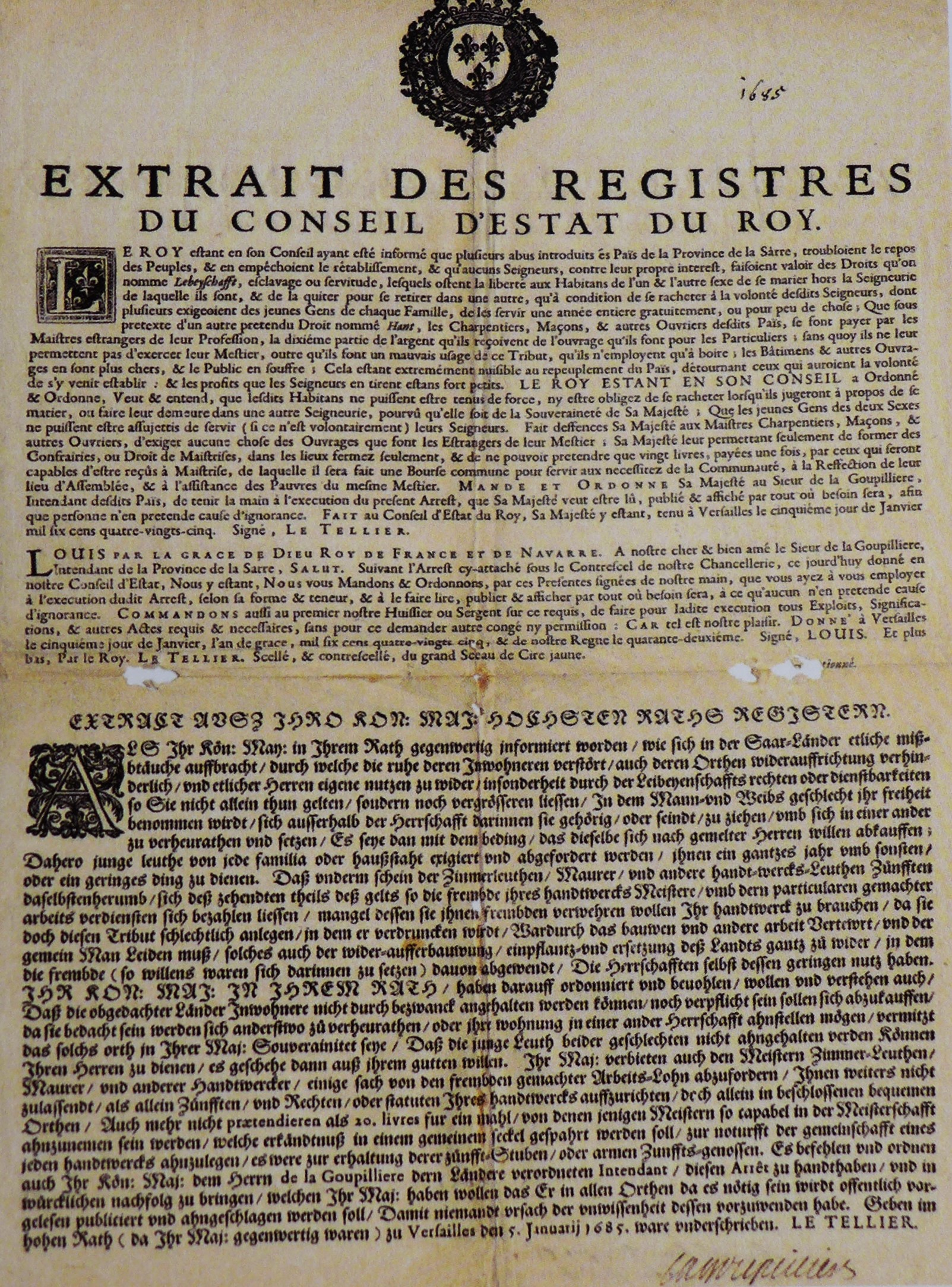
Die Aufhebung der Leibeigenschaft in der Saarprovinz durch die französische Regierung; Einblattdruck „Extrait des registres du conseil d’estat du roy“, Ludwig XIV. von Frankreich, Versailles 5. Januar 1685 – Die französische Verwaltung ergriff in der Reunionszeit (1681–1697) zahlreiche Maßnahmen, um die eroberten Gebiete wieder aufzubauen und an Frankreich anzugleichen. Während die Landesherrschaften und die Grundherren geschwächt wurden, sollte die Bevölkerung durch Erleichterungen an Frankreich gebunden werden. Mit dem Erlass vom 5. Januar 1685 wurde die Leibeigenschaft und die mit ihr verbundene Loskaufpflicht aufgehoben. Damit sollte auch die Freizügigkeit hinsichtlich der Ansiedelung und Verheiratung junger Menschen gefördert werden. Ebenso sollten die Frondienste um drei Viertel sowie die herrschaftlichen Weiderechte auf ein Viertel des vorhandenen Weidelandes verringert werden. Die Einführung neuer Steuern sollte der französischen Staatskasse zugutekommen.

Ludwig XIV. setzte 1679 auf Vorschlag von Colbert de Croissy sogenannte Reunionskammern in Metz, Breisach, Besançon und Tournai ein, die mit Hilfe alter Verträge (meist bezogen auf mittelalterliche Lehensverhältnisse) die angebliche historische Zugehörigkeit bestimmter Gebiete gerichtlich feststellen sollten. Diese Gerichtsverfahren dienten dazu, den expansionistischen Zielen Ludwigs XIV. eine juristische Legitimation zu verschaffen. Sie beruhten auf fragwürdigen Grundlagen und waren auch schon im 17. Jahrhundert und selbst innerhalb Frankreichs umstritten. Ausgangspunkt der Argumentation waren jene Territorien des Heiligen Römischen Reiches, die im Westfälischen Frieden von 1648 und in den Verträgen von Nimwegen 1678/79 mit Anerkennung des Reiches unter die Herrschaft des französischen Königs gekommen waren, namentlich die drei Bistümer Metz, Toul und Verdun, die zehn Reichsstädte des Elsasses und der Sundgau, die Franche-Comté und weitere Länder.
Nach französischer Auffassung waren mit diesen Abtretungen auch alle Gebiete, die irgendwann einmal in lehnsrechtlicher Abhängigkeit von diesen Territorien gestanden hatten, als „Dependenz- und Pertinenzstücke“ der Souveränität des französischen Königs unterworfen. Man benutzte zur Durchsetzung dieses Anspruchs das juristische Mittel der Reunionsklage, mit der im alten Recht der Inhaber eines Gutes gegen dessen Aufteilung beispielsweise durch Erben vorgehen und seine „Wiedervereinigung“ einfordern konnte, wenn ein Dismembrationsverbot (Aufteilungsverbot) bestand. Die Reunionspolitik ging also von der Verfassungsstruktur des Lehnsrechtes aus und benutzte die (vermeintlichen) Rechte der zwischen 1648 und 1679 durch den französischen König erworbenen Herrschaftstitel als Hebel. Sie behauptete dagegen nicht, dass die zu annektierenden Gebiete früher einmal französisch gewesen seien.
Die eigens geschaffenen Reunionskammern sprachen die Urteile freilich durchweg im Sinne des französischen Königs. Die betroffenen Fürsten oder Städte erhielten daraufhin die Aufforderung, sich der französischen Souveränität zu unterwerfen und wurden militärisch besetzt.
Auf diese Weise wurden bis 1688 große Teile des Elsasses, Luxemburgs, der Pfalz und des heutigen Saarlandes in den französischen Staat eingegliedert, da das Heilige Römische Reich zu einem militärischen Widerstand nicht in der Lage war (nicht zuletzt wegen des gleichzeitigen Türkenkrieges). Gleichzeitig wurden Gebiete, für die eine angebliche historische Zugehörigkeit nicht rekonstruierbar war, von Frankreich annektiert, wie beispielsweise 1681 die Stadt Straßburg. Wegen des Türkenkrieges gestanden Kaiser und Reich im Regensburger Stillstand 1684 Ludwig XIV. zu, für 20 Jahre militärisch und politisch nichts gegen die Reunionen zu unternehmen, sofern der Sonnenkönig sich mit dem bisher Erworbenen zufrieden gebe.
Nachdem Frankreich 1688 in der Kurpfalz einmarschiert war, um angebliche Erbrechte Liselottes von der Pfalz, der Schwägerin des Königs, zu beanspruchen, entschloss sich das Reich zum Krieg, um die Reunionen rückgängig zu machen (Pfälzischer Erbfolgekrieg).
1697 wurde im Frieden von Rijswijk ein Großteil der Reunionen aufgehoben, die Kurpfalz, Luxemburg, Lothringen, die Grafschaft Mömpelgard und die Gebiete in der Pfalz und im Saarland wurden an ihre Herrscher zurückgegeben und blieben beim Heiligen Römischen Reich. Allerdings musste das Reich die französischen Reunionen im Elsass und die Annexion von Straßburg anerkennen.